# Joaquín Torres García
Joaquín Torres García (Montevideo, 28 luglio 1874 – Montevideo, 8 agosto 1949) è stato un pittore, designer e imprenditore uruguaiano.
Lasciato l'Uruguay nel 1891, studiò a Barcellona, dedicandosi soprattutto alla pittura murale; nel 1924 si stabilì a Parigi dove fu in stretto rapporto con M. Seuphor, T. van Doesburg, G. Vantongerloo, V. Kandinskij e P. Mondrian, e orientò la sua ricerca pittorica verso il costruttivismo. Impostò in piani rigorosamente ordinati l'oggetto rappresentato, ricercandone un suo aspetto universale, fino a giungere alla invenzione di pure forme astratte. Nel 1929 con Seuphor fondò il gruppo Cercle et Carré. Tornato in patria nel 1934, svolse un ruolo di primaria importanza per il rinnovamento dell'arte in Uruguay e in Argentina.
Il suo testamento artistico può essere considerato la pubblicazione Universalismo constructivo (1944). In parallelo può essere visto anche una specie di manifesto tipo la Ricostruzione futurista dell'Universo di Balla e Depero.
Fondò le sue fabbriche per realizzare i suoi giocattoli gli Alladin Toys in Barcellona (Spagna), Fiesole (Italia) e New York (USA).
I suoi giocattoli trasformabili sono singolari per quanto a innovazione e originalità si avvicinano, come matrice artistica a quella dell'ungherese Ladislav Sutnar.
Ma l'opera di creazione di giocattoli non fu la sua attività principale. Torres García nasce soprattutto come pittore e grafico e solo in secondo tempo si dedica alle arti applicate forse in concomitanza con l nascita di sua figlia Olimpia.
I suoi giocattoli risentono della sensibilità di osservatore delle arti e di mondi diversi. Infatti per motivi famigliari la sua famiglia si sposta più volte dalle americhe all'Europa.
Riuscì ad unire le teorie dei pedagoghi a lui contemporanei in primis Friedrich Fröbel alle scoperte delle avanguardie artistiche europee: cubismo, futurismo e costruttivismo.
Nei suoi personaggi che rappresentano i modelli dello spirito del tempo, le auto e gli altri mezzi di locomozione, si osserva, soprattutto nei volti che sembrano davvero venire fuori da una umanità osservata con dedizione e riesce a tradurli in personaggi che vivono e possono vivere delle storie tramite le riproduzioni nei suoi giocattoli.
A Montevideo è presente il Museo della sua opera